# Augustus Thomas
Augustus E. Thomas (Saint Louis, 8 gennaio 1857 – Nyack, 12 agosto 1934) è stato un commediografo, sceneggiatore e giornalista statunitense.
È stato anche regista e produttore cinematografico.

## Biografia
Figlio di un medico, Augustus E. Thomas studiò giurisprudenza prima di intraprendere la carriera giornalistica che lo portò a diventare, nel 1889, editore del Kansas City Mirror. Appassionato da sempre di teatro, scrisse fin da adolescente testi teatrali, organizzando anche una piccola compagnia di giro. Venne assunto dal Pope's Theatre di St. Louis: in quel periodo, scrisse una commedia in un atto dal titolo The Burglar, tratto da un racconto di Frances Hodgson Burnett. In seguito, ne ampliò il testo, fino a farlo diventare un lavoro in quattro atti, riuscendo a ottenere che lo interpretasse il famoso attore Maurice Barrymore.
Il Madison Square Theatre lo prese quale successore del commediografo Dion Boucicault e Thomas venne incaricato di adattare per il teatro i testi stranieri. Il successo del suo primo lavoro originale, Alabama, gli permise da quel momento di lavorare a tempo pieno come drammaturgo. Thomas fu uno dei primi commediografi ad attingere per le sue opere da un materiale tutto americano. Altri lavori che seguirono questa linea furono In Mizzoura (1893), Arizona (1899), Colorado (1901) e Rio Grande (1916).
The Copperhead resta il suo più grande successo, avendo creato una star del suo interprete, Lionel Barrymore.
Dal 1913, lavorò per il cinema che adattò per lo schermo i suoi romanzi e i suoi testi teatrali. Produsse anche due film e ne diresse cinque.
Morì il 12 agosto 1934 a Nyack, nello Stato di New York, all'età di 77 anni.

## Riconoscimenti
Thomas fu eletto membro dell'American Academy of Arts and Letters.
Nel 1913, venne insignito della medaglia d'oro dal National Institute.
Nel 1914, ricevette una laurea Honoris causa dal Williams College.

## Spettacoli teatrali
- Alabama (Broadway, 1891)
- New Blood (Broadway, 19 settembre 1894)
- The Man Upstairs (Broadway, 9 aprile 1895)
- The Capitol (Broadway, 9 settembre 1895)
- The Hoosier Doctor (Broadway, 18 aprile 1898)
- Oliver Goldsmith (Broadway, 19 marzo 1900)
- Fiddle-dee-dee (Broadway, 6 settembre 1900)
- Arizona (Broadway, 10 settembre 1900)
- On the Quiet (Broadway, 11 febbraio 1901)
- Colorado (Broadway, 18 novembre 1901)
- On the Quiet (Broadway, 10 febbraio 1902)
- Soldiers of Fortune (Broadway, 17 marzo 1902)
- Soldiers of Fortune (Broadway, 30 agosto 1902)
- The Earl of Pawtucket (Broadway, 23 marzo 1903)
- The Other Girl (Broadway, 29 dicembre 1903)
- Mrs. Leffingwell's Boots (Broadway, 11 gennaio 1905)
- The Education of Mr. Pipp (Broadway, 20 febbraio 1905)
- Mrs. Leffingwell's Boots (Broadway, 21 agosto 1905)
- De Lancey (Broadway, 4 settembre 1905)
- On the Quiet (Broadway, 11 dicembre 1905)
- The Embassy Ball (Broadway, 5 marzo 1906)
- The Ranger (Broadway, 2 settembre 1907)
- The Witching Hour (Broadway, 18 novembre 1907)
- The Harvest Moon (Broadway, 15 ottobre 1909)
- As a Man Thinks (Broadway, 13 marzo 1911)
- The Model (Broadway, 31 agosto 1912)
- Mere Man (Broadway, 25 novembre 1912)
- Arizona (Broadway, 28 aprile 1913)
- Indian Summer (Broadway, 27 ottobre 1913)
- Rio Grande (Broadway, 4 aprile 1916)
- The Copperhead (Broadway, 18 febbraio 1918)
- Palmy Days (Broadway, 27 ottobre 1919)
- Nemesis (Broadway, 4 aprile 1921)
- The Man Upstairs (Broadway, 5 maggio 1925)
- Still Waters (Broadway, 1º marzo 1926)
- The Love Call (Broadway, 24 ottobre 1927)

## Filmografia

### Sceneggiatore (parziale)
- Arizona, regia di August E. Thomas (con il nome Augustus Thomas, play and scenario) (1913)
- Soldiers of Fortune, regia di William F. Haddock (dal suo lavoro teatrale) (1914)
- In Mizzoura, regia di Lawrence B. McGill - lavoro teatrale (1914)
- The Nightingale, regia di August E. Thomas (1914)
- Shore Acres, regia di Jack Pratt (1914)
- The Education of Mr. Pipp, regia di William F. Haddock - dal suo lavoro teatrale (1914)
- The Earl of Pawtucket, regia di Harry Myers - lavoro teatrale (1915)
- Colorado, regia di Norval MacGregor - lavoro teatrale (1915)
- The Other Girl, regia di Percy Winter - lavoro teatrale (1916)
- The Witching Hour, regia di George Irving (1916)
- The Burglar, regia di Harley Knoles - lavoro teatrale (1917)
- On the Quiet, regia di Chester Withey - lavoro teatrale (1918)
- La stella della taverna nera (Her Man), regia di John Ince e Ralph Ince - lavoro teatrale (1918)
- Mrs. Leffingwell's Boots, regia di Walter Edwards - lavoro teatrale (1918)
- Il cavaliere dell'Arizona (Arizona), regia di Douglas Fairbanks e, non accreditato, Albert Parker (1918)
- As a Man Thinks, regia di George Irving - lavoro teatrale (1919)
- The Volcano
- In Mizzoura, regia di Hugh Ford - lavoro teatrale (1919)
- The Capitol, regia di George Irving - lavoro teatrale e sceneggiatura (1919)

### Regista
- Arizona (con il nome Augustus Thomas) (1913)
- Checkers (1913)
- Paid in Full (1914)
- The Jungle, co-regia di George Irving, John H. Pratt (1914)
- The Nightingale (1914)

### Produttore
- Checkers, regia di Augustus E. Thomas (1913)
- The Jungle, regia di George Irving, John H. Pratt e Augustus E. Thomas (1914)
- As a Man Thinks, regia di George Irving - supervisore (1919)